# 1887 w literaturze
Wydarzenia literackie w 1887 roku.

## Wydarzenia
- polskie
  - 29 września w „Kurierze Codziennym” ukazuje się pierwszy odcinek powieści Lalka.

## Nowe książki
- polskie
  - Narcyza Żmichowska – Czy to powieść
  - Maria Rodziewiczówna – Straszny dziadunio
  - Michał Bałucki - Pan burmistrz z Pipidówki

- zagraniczne
  - Émile Zola – Ziemia (La Terre)
  - Juliusz Verne – Północ kontra Południe (Nord contre Sud)

## Urodzili się
- 7 stycznia – Oskar Luts, estoński pisarz (zm. 1953)
- 10 stycznia – Robinson Jeffers, amerykański poeta (zm. 1962)
- 13 stycznia – Hedd Wyn, walijski poeta (zm. 1917)
- 11 lutego  – Zygmunt Krzyżanowski, rosyjski pisarz, eseista i tłumacz polskiego pochodzenia (zm. 1950)
- 26 lutego – Stefan Grabiński, polski pisarz grozy (zm. 1936)
- 23 marca – Josef Čapek, czeski malarz, pisarz i poeta (zm. 1945)
- 15 maja – Edwin Muir, szkocki poeta, pisarz i tłumacz (zm. 1959)
- 16 maja
  - Jakob van Hoddis, niemiecki poeta ekspresjonizmu pochodzenia żydowskiego (zm. 1942)
  - Igor Siewierianin, rosyjski poeta, przedstawiciel egofuturystów (zm. 1941)
- 18 maja – Ernst Wiechert, niemiecki pisarz (zm. 1950)
- 31 maja – Saint-John Perse, francuski poeta (zm. 1975)
- 25 czerwca – Frigyes Karinthy, węgierski pisarz, poeta i tłumacz (zm. 1938)
- 8 lipca – Jean Ray, belgijski pisarz (zm. 1964)
- 3 sierpnia – Rupert Brooke, angielski poeta (zm. 1915)
- 1 września – Blaise Cendrars, francuski poeta i prozaik (zm. 1961)
- 7 września – Edith Sitwell, angielska poetka i eseistka (zm. 1964)
- 16 września – Hans Arp, francuski poeta dadaistyczny, rzeźbiarz (zm. 1966)
- 12 października – Paula Preradović, austriacka poetka i pisarka (zm. 1951)
- 27 października – Boris Szyriajew, rosyjski dziennikarz, publicysta, poeta i pisarz (zm. 1959)
- 30 października – Georg Heym, niemiecki pisarz (zm. 1912)
- 3 listopada – Samuił Marszak, radziecki pisarz (zm. 1964)
- 10 listopada – Arnold Zweig, niemiecki pisarz (zm. 1968)
- 4 grudnia – Debora Baron, żydowska pisarka (zm. 1956)
- 11 grudnia – Marianne Moore, amerykańska poetka (zm. 1972)
- 17 grudnia – Adele Moroder, austriacka pisarka pisząca w języku ladyńskim (zm. 1966)

Data dzienna nieznana:
- Nachman Majzel, żydowski wydawca, publicysta, krytyk literacki i historyk literatury jidysz (zm. 1966)

## Zmarli
- 19 marca – Józef Ignacy Kraszewski, polski pisarz i historyk (ur. 1812)
- 20 kwietnia – Józefa Prusiecka, polska poetka i autorka literatury dla dzieci (ur. ok. 1815)
- 19 listopada – Emma Lazarus, poetka amerykańska (ur. 1849)